# World UltraCycling Association
World UltraCycling Association (WUCA) – międzynarodowa organizacja zrzeszająca zawodników i organizatorów wyścigów w dyscyplinie ultramaratonu kolarskiego, czyli kolarstwa długodystansowego. Jej celem jest wspieranie i promocja kolarskich wyzwań wytrzymałościowych przekraczających standardowe dystanse zawodów szosowych, często obejmujących kilkaset lub nawet kilka tysięcy kilometrów.
Organizacja działa na rzecz tworzenia jednolitych standardów rywalizacji, certyfikacji wyścigów oraz weryfikacji rekordów w kolarstwie ultra. Prowadzi oficjalne rankingi zawodników, kalendarz wydarzeń oraz wspiera lokalnych organizatorów i zawodników z całego świata.
WUCA organizuje m.in. Mistrzostwa Świata w Ultrakolarstwie, w tym zawody na czas w formatach 6-, 12- i 24-godzinnych. Wspiera także rejestrację przejazdów rekordowych na określonych trasach (np. międzykontynentalnych, krajowych i punktowych).
Organizacja ma charakter non-profit i funkcjonuje w oparciu o składki członkowskie, działalność wolontariacką oraz współpracę z partnerami sportowymi.